# Popeye le marin (film)
Pour plus de détails, voir Fiche technique et Distribution.
Popeye le marin, ou Popeye vedette de cinéma (Popeye the Sailor), est un court métrage d'animation américain de la série Betty Boop sorti en 1933. Il a été produit par Max Fleischer, réalisé par Dave Fleischer (Fleischer Studios) et distribué par Paramount Pictures. Bien qu'officiellement ce soit un film dont le personnage principal est Betty Boop, celle-ci n’apparait que brièvement, alors que la vedette en est Popeye le marin qui apparaît pour la première fois dans un dessin animé, tout comme sa petite-amie  Olive et son rival Brutus.

## Synopsis
Le dessin animé commence avec une séquence montrant une pellicule sortant d'une ronéo imprimant des journaux. La une de l'un d'entre eux apparaît, avec en gros titre l’information que Popeye est devenu une star de cinéma. La caméra zoome sur la photographie de Popeye qui s'anime et chante ses étonnantes prouesses dans le chant qui sera sa signature I'm Popeye the Sailor Man.
À terre, avec son ennemi juré Brutus, les deux marins rivalisent pour l'affection d'Olive Oyl. Ils emmènent l'objet de leurs désirs à un carnaval où ils voient Betty Boop danser le hula. Popeye saute sur la scène, enroule la barbe d'une femme à barbe autour de ses hanches comme il le ferait d'une jupe d'herbe et danse avec Betty.
Brutus enlève Olive et l'attache à une voie ferrée en utilisant les rails eux-mêmes comme des cordes pour provoquer un déraillement mortel à Olive. Popeye inflige une défaite à son ennemi et sauve Olive en donnant un coup de poing en pleine tête à la locomotive à vapeur qui approchait, ceci provoquant un déraillement, et sauve la vie d'Olive, tout ceci grâce à son éternelle boîte d'épinards sur laquelle il peut toujours compter.

## Fiche technique
Sauf indication contraire, les informations mentionnées dans cette section peuvent être confirmées par la base de données cinématographiques IMDb,  présente dans la section « Liens externes ».
- Réalisation : Dave Fleischer
- Scénario : E.C. Segar
- Production : Max Fleischer, Adolph Zukor
- Sociétés de production : Fleischer Studios
- Sociétés de distribution : Paramount Pictures
- Musique : Manny Baer, Lou Fleischer, Samuel Lerner (comme : Sammy Lerner), Sammy Timberg, Tot Seymour, Vee Lawnhurst
- Pays d’origine : États-Unis
- Langue : Anglais
- Format : noir et blanc, rapport de forme : 1.37 : 1, procédé cinéma : sphérique
- Son : Mixage mono, Maurice Manne
- Genre : Dessin animé, comédie
- Durée : 7 minutes 37 secondes
- Sortie : États-Unis : 14 juillet 1933 (cinéma)

### Animation
Sauf indication contraire, les informations mentionnées dans cette section peuvent être confirmées par la base de données cinématographiques IMDb,  présente dans la section « Liens externes ».
- Seymour Kneitel : directeur et animateur
- Roland Crandall : animateur

Ne figurent pas au générique :
- Shamus Culhane : animateur
- William Henning : animateur
- Don Figlozzi : animateur
- Willard Bowsky : animateur
- George Germanetti : animateur
- Orestes Calpini : animateur